# Serial film
De serial film, ook bekend als chapter play of Serial, was een filmgenre dat vanaf de opkomst van de filmindustrie tot aan de jaren 50 van de 20e eeuw gehanteerd werd in met name de Amerikaanse cinema. Serial films bestonden uit een reeks van korte films die gezamenlijk één doorlopend verhaal vormen. Daarmee kan de serial film als een filmequivalent van de televisieserie beschouwd worden, met elke korte film als een aflevering.
Elke film uit de reeks werd doorgaans een week lang vertoond in de bioscoop, vaak als voorprogramma voorafgaand aan een langspeelfilm, en eindigde vrijwel altijd met een cliffhanger om kijkers aan te moedigen de volgende film ook te kijken.
De serial film dient niet te worden verward met een filmserie, welke bestaat uit meerdere langspeelfilms die weliswaar op elkaar aansluiten, maar doorgaans elke een afgerond verhaal bevatten.

## Geschiedenis
Twee van de eerste Serial films waren Arsene Lupin Contra Sherlock Holmes uit 1910 en What Happened to Mary? uit 1912. De meeste serial films uit het begintijdperk van de filmindustrie waren Westerns, omdat die doorgaans goedkoop waren om te produceren. Serials hadden doorgaans een relatief laag budget, hoewel er ook uitzonderingen op deze regel bestonden zoals de Flash Gordon Serial. 
Serials hadden doorgaans een simpel verhaal waarin een held het opneemt tegen een schurk, regelmatig een dame in nood moet redden, en geregeld door de schurk in vallen wordt gelokt of anderszins in een situatie beland waar schijnbaar geen ontsnapping uit mogelijk is. Veel clichés uit hedendaagse actiefilms vinden hun oorsprong in de serial films. 
De meeste serials waren stomme films. De komst van de geluidsfilm maakte dat serials duurder werden om te produceren, en betekende samen met de Grote Depressie een ondergang voor veel kleine filmstudio’s die de overstap naar geluidsfilm niet konden maken. Tijdens de late jaren 30 en jaren 40 deden de eerste superheldenfilms hun intrede als Film Serials. Helden als Superman, Batman en Captain America maakten hun filmdebuut in serial films. Vooral Republic Pictures was in deze tijd een grote speler op de markt qua Serials, met titels als Adventures of Captain Marvel en Zorro's Fighting Legion.
Eind jaren 50 zorgde de opkomst van de televisie ervoor dat de Serial film snel aan populariteit verloor. Veel filmstudio’s verkochten hun oude Serials aan tv-zenders, alwaar ze nog regelmatig werden uitgezonden als televisieseries. 

## Bekende serial films

### Stomme films
- What Happened to Mary? (1912)
- The Adventures of Kathlyn (1913)
- Fantômas (1913) - (Cinema of France)
- The Perils of Pauline (1914)
- The Hazards of Helen (1917)
- The Exploits of Elaine (1914)
- Les Vampires (1915)
- The Ventures of Marguerite (1915)
- Les Mystères de New York (1916)
- Le Masque aux Dents Blanches (1917)
- Judex (1917)
- Casey of the Coast Guard (1926)
- Queen of the Northwoods (1929)
- Tarzan the Tiger (1929)

### Geluidsfilms
- Ace Drummond (Universal, 1936)
- Custer's Last Stand (Weiss Bros., 1936)
- Darkest Africa (Republic, 1936)
- Flash Gordon (Universal, 1936)
- Robinson Crusoe of Clipper Island (Republic, 1936)
- Shadow of Chinatown (Victory, 1936)
- The Adventures of Frank Merriwell (Universal, 1936)
- The Clutching Hand (Weiss Bros., 1936)
- The Black Coin (Weiss Bros., 1936)
- The Phantom Rider (Universal, 1936)
- The Vigilantes Are Coming (Republic, 1936)
- Undersea Kingdom (Republic, 1936)
- Blake of Scotland Yard (Victory, 1937)
- Dick Tracy (Republic, 1937)
- Jungle Jim (Universal, 1937)
- Jungle Menace (Weiss Bros./Columbia, 1937)
- Radio Patrol (Universal,1937)
- S.O.S. Coast Guard (Victory. 1937)
- Secret Agent X-9 (Universal, 1937)
- The Mysterious Pilot (Weiss Bros./Columbia, 1937)
- The Painted Stallion (Republic, 1937)
- Tim Tyler's Luck (Universal, 1937)
- Wild West Days (Universal, 1937)
- Zorro Rides Again (Republic, 1937)
- Dick Tracy Returns (Republic, 1938)
- Flaming Frontiers (Universal, 1938)
- Flash Gordon's Trip to Mars (Universal, 1938)
- Hawk of the Wilderness (Republic, 1938)
- Red Barry (Universal, 1938)
- The Fighting Devil Dogs (Republic, 1938)
- The Secret of Treasure Island (Weiss Bros./Columbia, 1938)
- The Great Adventures of Wild Bill Hickok (Columbia, 1938)
- The Lone Ranger (Republic, 1938)
- The Spider's Web (Columbia, 1938)
- Buck Rogers (Universal, 1939)
- Daredevils of the Red Circle (Republic, 1939)
- Dick Tracy's G-Men (Republic, 1939)
- Flying G-Men (Columbia, 1939)
- Mandrake the Magician (Columbia, 1939)
- Overland with Kit Carson (Columbia, 1939)
- Scouts to the Rescue (Universal, 1939)
- The Lone Ranger Rides Again (Republic, 1939)
- The Oregon Trail (Universal, 1939)
- The Phantom Creeps (Universal, 1939)
- Zorro's Fighting Legion (Republic, 1939)
- Adventures of Red Ryder (Republic, 1940)
- Deadwood Dick (Columbia,1940)
- Drums of Fu Manchu (Republic, 1940)
- Flash Gordon Conquers the Universe (Universal, 1940)
- Junior G-Men (Universal, 1940)
- King of the Royal Mounted (Republic, 1940)
- Mysterious Doctor Satan (Republic, 1940)
- Terry and the Pirates (Columbia,1940)
- The Green Archer (Columbia,1940)
- The Green Hornet (Universal, 1940)

- The Green Hornet Strikes Again (Universal, 1940)
- The Shadow (Columbia, 1940)
- Winners of the West (Universal, 1940)
- Adventures of Captain Marvel (Republic, 1941)
- Dick Tracy vs. Crime, Inc. (Republic, 1941)
- Holt of the Secret Service (Columbia, 1941)
- Jungle Girl (Republic, 1941)
- King of the Texas Rangers (Republic, 1941)
- Riders of Death Valley (Universal, 1941)
- Sea Raiders (Universal, 1941)
- Sky Raiders (Universal, 1941)
- The Iron Claw (Columbia,1941)
- The Spider Returns (Columbia,1941)
- White Eagle (Columbia,1941)
- Captain Midnight (Columbia,1942)
- Don Winslow of the Navy (Universal, 1942)
- Gang Busters (Universal, 1942)
- Junior G-Men of the Air (Universal, 1942)
- King of the Mounties (Republic, 1942)
- Overland Mail (Universal, 1942)
- Perils of Nyoka (Republic, 1942)
- Perils of the Royal Mounted (Columbia, 1942)
- Spy Smasher (Republic, 1942)
- The Secret Code (Columbia, 1942)
- The Valley of Vanishing Men (Columbia, 1942)
- Adventures of the Flying Cadets (Universal, 1943)
- Batman (Columbia, 1943)
- Daredevils of the West (Republic, 1943)
- Don Winslow of the Coast Guard (Universal, 1943)
- G-Men vs. the Black Dragon (Republic, 1943)
- Secret Service in Darkest Africa (Republic, 1943)
- The Adventures of Smilin' Jack (Universal, 1943)
- The Masked Marvel (Republic, 1943)
- The Phantom (Columbia, 1943)
- Black Arrow (Columbia, 1944)
- Captain America (Republic, 1944)
- Haunted Harbor (Republic, 1944)
- Raiders of Ghost City (Universal, 1944)
- The Desert Hawk (Columbia,1944)
- The Great Alaskan Mystery (Universal, 1944)
- Mystery of the River Boat (Universal, 1944)
- The Tiger Woman (Republic, 1944)
- Zorro's Black Whip (Republic, 1944)
- Brenda Starr, Reporter (Columbia,1945)
- Federal Operator 99 (Republic, 1945)
- Jungle Queen (Universal, 1945)
- Jungle Raiders (Columbia, 1945)
- Manhunt of Mystery Island (Republic, 1945)
- Secret Agent X-9 (Universal, 1945)
- The Master Key (Universal, 1945)
- The Monster and the Ape (Columbia, 1945)
- The Purple Monster Strikes (Republic, 1945)
- The Royal Mounted Rides Again (Universal, 1945)
- Who's Guilty? (Columbia, 1945)